# Ghiacciaio del Palù

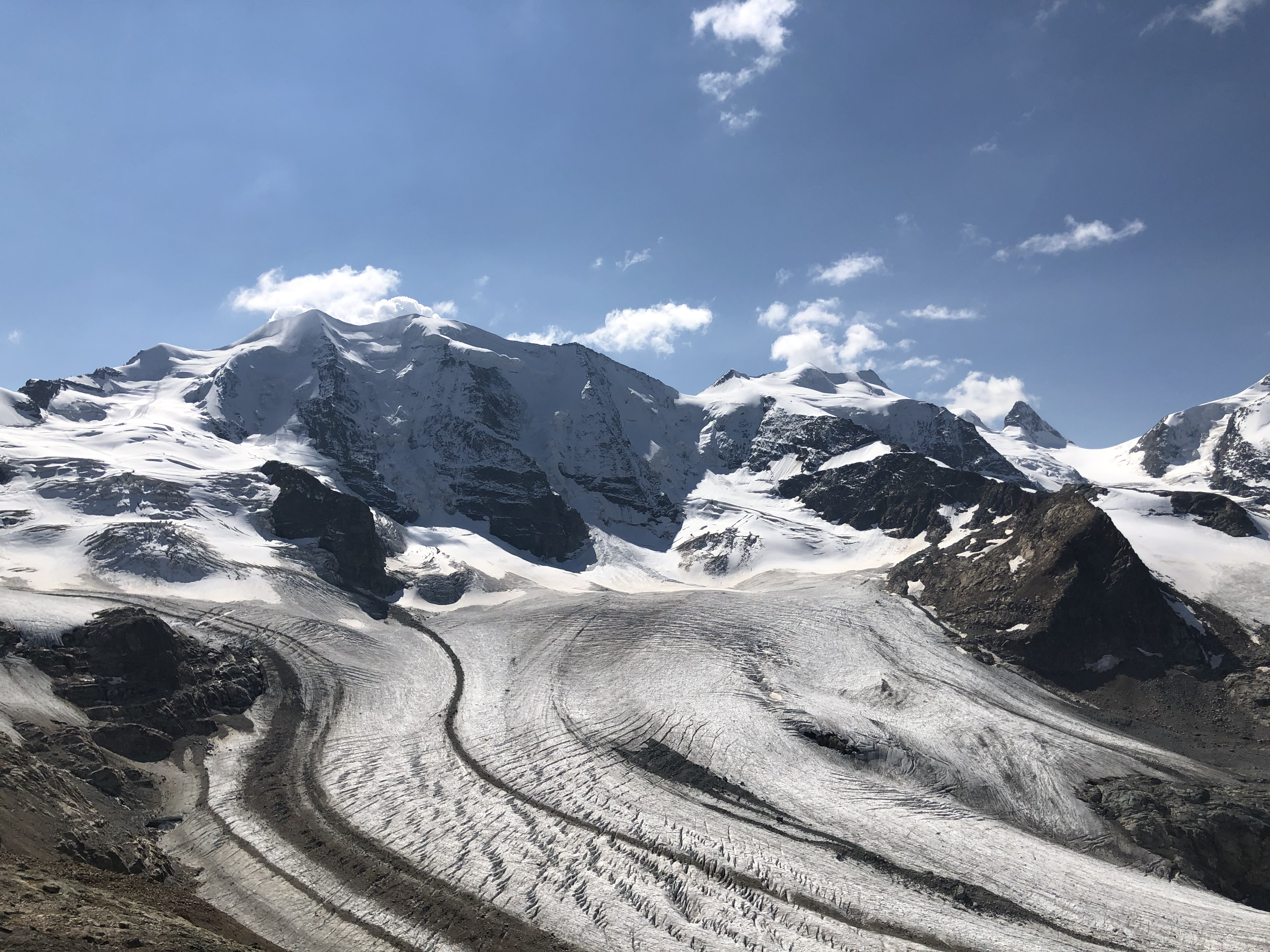
Il Piz Palü

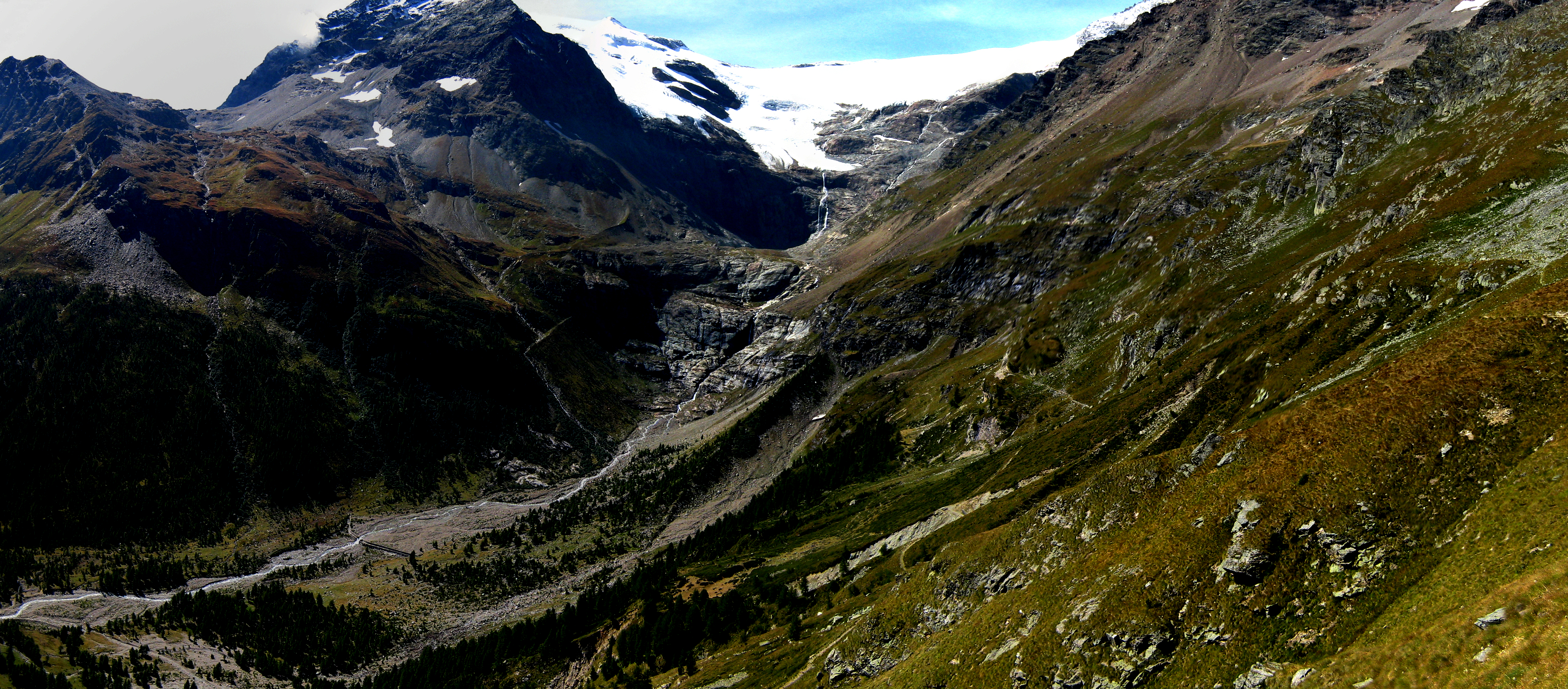
Il ghiaccaio del Palù

Il ghiacciaio del Palù (o Vadret da Palü) inizia dopo una vasta e pianeggiante superficie innevata. Esposto ad est, verso la Valposchiavo, e caratterizzato da molte terrazze alpine che sciogliendosi hanno creato piccoli laghi tipo il lago Palü, che ora è usato come diga, nel 2003 il ghiacciaio si è ritirato fino alla terrazza superiore e nel 2012 ha cominciato ha creare un nuovo lago a cui non è ancora stato dato un nome.

## Geografia
Il ghiacciaio del Palù si trova in Svizzera, a ovest di Alp Grüm e, sciogliendosi, crea il torrente Cavagliasch, sito tra il piz Palü (3901 m s.l.m.) e il piz Varuna (3453 m s.l.m.). Al 2015, il ghiacciaio, il cui punto più più elevato si trova a 3830 m s.l.m., era lungo 1,5 km e la sua la superficie misurava 5,37 km², in diminuzione rispetto ai 6,64 km² misurati nel 1973. 